# Ета (літера)
Ета, іта (велика Η, мала η; грец. ἦτα, новогрец. ήτα) — сьома літера грецької абетки. Первісно вживана для позначення приголосного [h], надалі в аттичному діалекті (класичній давньогрецькій) стала означати довгий голосний [ɛː]. У середньогрецькій й новогрецькій вимові цей звук перейшов у [i]: процес, відомий як йотацизм.
У системі грецьких чисел ета/іта має значення 8.

## Історія

### Приголосна
Літера η веде своє походження від хети — літери архаїчної грецької абетки, яка, у свою чергу, походить від фінікійської букви  — «хет». У багатьох давньогрецьких діалектах вона первісно вживалась для позначення глухого гортанного фрикативного звука [h]. Саме з таким фонетичним змістом вона була запозичена у VIII ст. до н. е. до етруської й інших італьських абеток, що ґрунтувались на евбейському варіанті грецької абетки. До них належить і латинський алфавіт, нащадком «хети» в якому є літера H.
В інших варіантах грецької абетки поряд із приголосною «хетою» з'явилась друга її форма — для позначення голосних. У грецьких італьських колоніях Гераклеї і Таренті, давню літеру перетворили на «напівхету», прибравши праву вертикальну рису (Ͱ). З цього знака надалі розвинувся символ грубого придиху, що замінив «хету» на початку слів у посткласичній (політонічній) орфографії. Діонісій Фракійський свідчив у ІІ ст. до н. е. про збереження літерою своєї давньої назви «хета» (ἥτα), і пояснював це: «у старі часи, літера η слугувала позначенням грубого придиху, як зараз у римлян».

### Голосна
У східних іонійських діалектах звук [h] на VI ст. до н. е. зник. «Хета» стала спочатку передавати довгий голосний [aː], що пізніше злився з довгим голосним [ɛː]. У 403 році до н. е. афіняни перейняли іонійську систему письма, з вокалічним (голосним) вживанням η, хоча звук [h] в аттичному діалекті зберігся. Надалі таке звукове значення літери стало загальноприйнятим по всій Греції.

### Ітацизм
У період посткласичної грецької мови-койне звук [ɛː] став більш припіднятим і злився з деякими іншими голосними, вимова яких первісно різнилась. Це явище одержало назву ітацизму — вимови η близько до [i], замість [ɛː] (етацизму). Відповідно новій вимові, назва літери стала читатись як «іта».
Читання η як [і] існувало в середньогрецькій (візантійській) мові, воно є орфоепічною нормою й у новогрецькій. Від унціальної форми цієї літери Η походить і кирилична И, що означала схожий звук у старослов'янській мові. Поряд з η, цей звук також передають інші літери — ι (йота), υ (іпсилон), а також диграфи ει, οι. Всі явища уподібнення вимови голосних до «йоти» прийнято звати загальним терміном йотацизм.

## Транслітерація
- У латинській транслітерації давньогрецьких слів η передають латинською «e», для відрізнення від транслітерації ε латинську літеру пишуть з макроном, знаком довготи (σχῆμα — schēma, χημεία — chēmia, αἰθήρ — ethēr).
- У транслітерації новогрецької мови η передають літерою «i».

## Використовування

### Велика літера
- У хімії позначенням ентальпії слугує символ Η, який іноді читають як «ета». Втім, оригінальне написання слова «енталпія» (від грец. ἐνθάλπος) не містить цієї літери.

### Мала літера
- В астрономії, у позначеннях Байєра — сьома зоря в сузір'ї (зазвичай, за яскравістю).
- В економіці — позначення еластичності
- У фізиці ядра — особливий тип мезонів (η-мезони)
- У термодинаміці — ККД теплової машини Карно або щільність пакування
- У релятивістській механіці й квантовій теорії поля — η (із двома підрядковими індексами) позначає метричний тензор простору Мінковського.
- В океанографії — позначення (зазвичай у метрах) висоти рівня моря над середнім рівнем моря/нижче середнього рівня моря в визначеній місцевості
- У реології — позначення в'язкості
- У теорії телекомунікації — позначення пропускної здатності
- У молекулярній генетиці — позначення одної з ДНК-полімераз родини Y
- У науках про атмосферу — позначення абсолютної завихреності
- У теорії категорій — одиниця поєднання або монада

## Передавання слів з η в українській мові
В українській мові існує значна кількість грецизмів — слів грецького походження, чиїм джерелом є переважно давньогрецька, рідше — середьногрецька мова. До української грецизми надходили різними шляхами: як через старослов'янську, так і через західноєвропейські мови. Старослов'янське передавання грецьких слів орієнтувалось на середньогрецьку вимову, а західноєвропейське, латинське — на класичну, тому існують деякі розбіжності у передаванні кирилицею слів з літерами β, θ, η, а також слів, що починаються на голосний звук.
Оскільки літера η у середньогрецькій (візантійській) мові вже вимовлялась як «і», у старослов'янському письмі її передавали літерою «иже», яка була, по суті, кириличним варіантом цієї грецької літери (навіть їхнє накреслення тоді було тотожним — «Η»). Але грецизми надходили до української не тільки зі старослов'янської. Із часів Середньовіччя до української було запозичено тисячі латинських слів і слів західноєвропейських мов грецького походження. У латині, а разом за нею — у більшості європейських мов було прийняте класичне читання грецьких слів, що залишилось з часів, коли η ще вимовляли як «е». Отже, грецькі слова, а також грецькі неологізми стали потрапляти до польської, німецької і російської мов вже в латинській передачі.
На XIX ст. у різних частинах сучасної України склались дві традиції передачі грецизмів. У західноукраїнських землях, під впливом польської й німецької традицій, а також поширення католицизму, усталився «європейський» стандарт — передавати η завжди буквою «е», старослов'янське посередництво було нею відкинуте. Так, слова Ἀθηνᾶ, Θήβαι, χημεία, αἰθήρ там передавали як «Атена», «Теби», «хемія», «етер» (через лат. Athena, Thebae, chemia, ether). У східноукраїнських же землях, що зазнали меншого впливу Польщі, залишились вірними старослов'янській традиції, де «ета/іта» читається як [і]: «Афіна», «Фіви», «хімія», «ефір». Певні труднощі спричинила реформа орфографії («правопис Русалки Дністрової»). Відоме, що літера «и» первісно передавала звук [і], а надалі, після злиття звуків [і] і [ɨ] в один звук [ɪ], її читання в українській мові змінилось; для звука ж [і], який вона доти означала, реформа приписувала ж лише літеру «і». Виникли розбіжності й у самій східноукраїнській традиції: в одних випадках η записували кирилицею як «і», (напр. Афіни, Фіви, ефір); в інших — як «и» (напр. «Псалтир» (Ψαλτήριον), «Никодим» (Νικόδημος), «Микита» (Νικήτας), «Єрусалим» (Ιερουσαλήμ), «Вифлеєм» (Βηθλεέμ)). У російській мові було простіше: буква «и» зберегла своє давнє читання, а «і» у «гражданці» вживалася лише в окремих словах і позиціях (перед голосними, «й» і в слові «міръ»).
Під час створення стандарту літературної української мови постала проблема й передавання грецьких слів. Харківський Правопис 1928 року («скрипниківка») передбачав передавання «ети» переважно літерою «е» (за винятком церковнослов'янізмів і деяких особових імен). Пізніший правопис 1946 року, на якому в цілому заснований сучасний варіант української орфографії, наслідує російську традицію запису грецизмів: у разі запозичення через старослов'янську/церковнослов'янську мову (або напряму з новогрецької) η передається як «і» (або «и» — за «правилом дев'ятки» та в деяких винятках), через латинську (або західноєвропейські) — як «е»: Іраклій, але Геракл (Ηρακλής), Никодим, димотика, але демократія (δῆμος — «народ»), схима, але схема (σχῆμα — «образ»). У 1990-х роках знов підняли питання «правильного» передавання η. Було запропоновано проєкти орфографії, які базувались на харківському правопису: з її передаванням тільки буквою «е». Деякі видання, як друковані, так і електронні, перейшли на цю систему, але офіційним залишається правопис 1993 року, що в питанні «ети» повторює затверджений у 1946 році. Цей правопис прийнятий наразі й у Вікіпедії.